# 阮福綿寊
阮福綿寊（越南语：／；1820年2月3日—1897年11月18日），初名阮福書（越南语：／），字坤章（越南语：／），又字季仲（越南语：／），號靜圃（越南语：／），又號葦野（越南语：／），越南阮朝明命帝第十一子，生母婕妤黎氏愛，越南詩人。

## 生平
阮福綿寊生於嘉隆十九年十二月十九日（1820年2月3日），年幼聰慧，四歲時，母親婕妤黎氏愛曾口授《孝經》，阮福綿寊就能輒記不忘。明命帝十分寵愛阮福綿寊，阮福綿寊曾得病臥床，明命帝下朝後親往後宮探望。阮福綿審當時有詩談及此事，“不是綿寊今帶病，此間何處得天香”。
明命二十年（1839年）正月，受封為綏國公（越南语：／），賜出府，與從國公阮福綿審相近，日日唱和。紹治七年（1847年），在葦野社營建私第，奉養生母。嗣德四年（1851年），嗣德帝設尊學堂，命綏國公掌管。嗣德五年（1852年）正月元旦，綏國公和詩云“御梨僊橘紛懷袖，歸遺萱堂有老親”，嗣德帝批閱“至情語，可愛”。嗣德七年（1854年），晉封綏理公（越南语：／）。嗣德十八年兼攝尊人府右尊人。嗣德二十四年（1871年），陞任左尊人。嗣德三十一年（1878年），晉封綏理郡王（越南语：／）。嗣德三十五年（1882年），陞右尊正。嗣德三十六年（1883年），廢帝朗國公阮福洪佚晉封綏理郡王為綏理王（越南语：／）。隨後尊室說和阮文祥操弄權術，廢除了廢帝。另立阮福膺登為帝，是為簡宗。綏理王內心不安，前往順安屯和法國官員居住。法國官員將綏理王送還順化，尊室說和阮文祥二人以此將綏理王廢為綏理縣公（越南语：／），拘禁於承天府兵舍，後又送往廣義安置。
咸宜元年（1885年），咸宜帝出城抗法，法國人冊立堅江郡公阮福膺豉為帝，是為景宗。同年開復為綏理公（越南语：／），釋放綏理公及其子孫回京。成泰元年（1889年）正月，以綏理公耆年碩德，擔任第一輔政親臣，兼任尊人府左尊正，晉封綏理郡王（越南语：／）。成泰三年（1891年）四月，成泰帝以其年高德碩，准許在府第辦公，每旬上一次朝，遇到風雨天氣，這一次上朝也可免除。成泰六年（1894年）七月，晉封綏理王（越南语：／）。成泰九年十月二十四日（1897年11月18日），在順化去世，壽七十八歲，賜諡端恭。

## 文學
阮福綿寊和從善郡王阮福綿審、阮文超、高伯适等人在阮王朝文人中頗負盛名，著有《葦野合集》，嗣德帝也曾稱讚他們：「文如超、無前漢，詩到從、綏失盛唐。」並與兄阮福綿審、弟阮福綿寶合稱 “阮朝三堂”。其孫阮福膺也是越南著名詩人。

## 家庭

### 妻妾
- 正室范氏，信武侯文典之女
- 府妾陳氏[7]

### 子女
阮福綿寊共有40子36女。後裔按御賜艹字部起名。

#### 子
- 阮福洪蓨，初襲縣公，後被權臣治罪，同慶初年恢復原爵。
- 阮福洪苓
- 阮福洪蕃
- 阮福洪蔘，母氏，1883年12月30日獲罪被阮文祥等人處決。
- 阮福洪𦬸
- 第八子阮福洪茸（1844 - 1923），母范氏，紹治三年（1843年）生，初授典簿，成泰元年（1889年）恩封畿內侯，成泰七年（1895年）襲綏理郡公，充尊人府左尊卿，尋改禮部參知。
  - 孫阮福膺蒽（1868 - 1937） ，字橘亭，號仲綸，保大元年（1926年）襲封綏理鄉公，官至禮部尚書銜，贈協佐大學士[8]
    - 曾孫阮福寶荅（Bửu Đáp）
- 阮福洪茯
- 阮福洪藥（？）
- 阮福洪茺（？）
- 阮福洪茂
- 阮福洪芝
- 阮福洪若
- 阮福洪芍
- 阮福洪蘅
- 第十八子阮福洪蔎，母范氏，生有16子，次子阮福膺；三子阮福膺蓀，生阮福宝蔍。
- 阮福洪萄
- 阮福洪萃
- 阮福洪菎，母府妾陳氏[7]
- 阮福洪茽
- 阮福洪苒
- 阮福洪艾，曾任河中府知府。
- 阮福洪蘇，母府妾陳氏[7]
- 第二十五子阮福洪藻
  - 孫阮福膺蔥，西醫，以禮部尚書銜退休[9]
- 阮福洪茗
- 第二十九子阮福洪葛（洪菖？）[10]
  - 孫阮福膺菓，娶美良公主阮玉巽隨之女。
    - 曾孫阮福寶茗
    - 曾孫女阮氏端莊（英语：Quỳnh Giao (ca sĩ)）[11]

  - 孫阮福膺（Ưng Oanh）
    - 曾孫寶琴（Bửu Cầm）

  - 孫阮福膺荃（Ưng Thuyên）
- 阮福洪芾
- 阮福洪著
- 阮福洪芋
- 阮福洪蓍（洪葹？），曾任香茶知縣。
  - 孫阮福膺蔚，保大後期曾任禮工部尚書。
    - 曾孫阮福寶薈，曾任越南共和国外交官，在法国科学院研究癌症。
- 阮福洪蒼
- 阮福洪芙
- 阮福洪薰
- 阮福洪萮
- 阮福洪藚
- 阮福洪蓬，1883年生。

#### 女
- 阮氏X士
- 阮氏婉春
- 阮氏初英
- 阮氏蕙訒
- 阮氏穉夫，母氏
- 阮氏約素
- 阮氏幼夫，母氏
- 阮氏弱士
- 阮氏小男
- 阮氏閨士
- 阮氏少夫，母氏
- 阮氏善女，母府妾陳氏[7]
- 阮氏X士
- 阮氏止孫
- 阮氏訒娃
- 阮氏臘生
- 阮氏黛姬
- 阮氏勸生
- 阮氏相孫
- 阮氏契生
- 阮氏韞媛
- 阮氏X豔
- 阮氏信
- 阮氏藥婢
- 阮氏秋姑
- 阮氏荔奴
- 阮氏暉豔
- 阮氏X姬
- 阮氏瘥孫
- 阮氏稗史
- 阮氏媵女
- 阮氏頤姩
- 阮氏永X
- 阮氏知斟

## 腳注
1. ↑  《阮福族世譜》，順化出版社，1995年，293頁。
2. ↑  Trần Thanh Mại. . 1938  [2022-11-16]. （原始内容存档于2022-11-16） （越南语）.
3. ↑  《大南實錄》正編第四紀 卷十 嗣德七年正月 改明義縣為從善縣，綏安縣為綏理縣條。
4. ↑  越南文《大南實錄》正編第六紀附編 卷六 成泰六年七月 0519.晉封綏理郡王懷德公條。
5. ↑  《阮福族世譜》，順化出版社，1995年，295頁。
6. ↑  阮庭复. . 《中国韵文学刊》. 2013年1月, 27 (1): 75–79  [2023-03-30]. （原始内容存档于2023-03-30）.
7. 1 2 3 4  據墓碑“成泰四年五月吉日立 綏理郡王府府妾陳氏之墓 女善女、男洪菎、洪蘇”
8. ↑  . 香江雜誌. 2022-09-13  [2022-09-26]. （原始内容存档于2022-09-25） （越南语）.
9. ↑  . 香江雜誌. 2019-11-18  [2022-09-26]. （原始内容存档于2022-09-25） （越南语）.
10. ↑  Nguyễn Khuê. . Khoa Văn Học. 2009-03-25  [2024-10-16]. （原始内容存档于2024-08-07） （越南语）.
11. ↑  . BBC News Tiếng Việt. 2014-08-05  [2023-10-11]. （原始内容存档于2018-04-10） （越南语）.